# Andrzej Białko
Andrzej Białko (ur. 1959 w Krakowie) – polski organista i pedagog,  prorektor Akademii Muzycznej w Krakowie.

## Życiorys
Absolwent Akademii Muzycznej w Krakowie (klasa organów prof. Joachima Grubicha). Profesor nauk muzycznych (tytuł otrzymał w 2010). Prowadzi klasę organów na AM w Krakowie.
Współpracownik m.in.  Filharmonii Narodowej i Filharmonii Krakowskiej. W 2000 w Krakowie i we Wrocławiu wykonał wszystkie dzieła organowe Johanna Sebastiana Bacha.
Laureat konkursów organowych:
- 1981: Międzynarodowy Konkurs Organowy w Rzymie, I nagroda
- 1985: Ogólnopolski Konkurs Organowy w Bydgoszczy i Gdańsku, I nagroda (ex aequo)

Odznaczony Srebrnym Medalem „Zasłużony Kulturze Gloria Artis” (2006). Płyta z jego udziałem Stanisław Moniuszko - Msze (DUX) zdobyła Nagrodę Muzyczną Fryderyk 2009 w kategorii Album Roku Muzyka Chóralna i Oratoryjna. Płyta Stanisław Moniuszko - Masses, vol. 2 (DUX) otrzymała nominację do Nagrody Muzycznej Fryderyk 2011 w tej samej kategorii.